# Geologia de Plutó

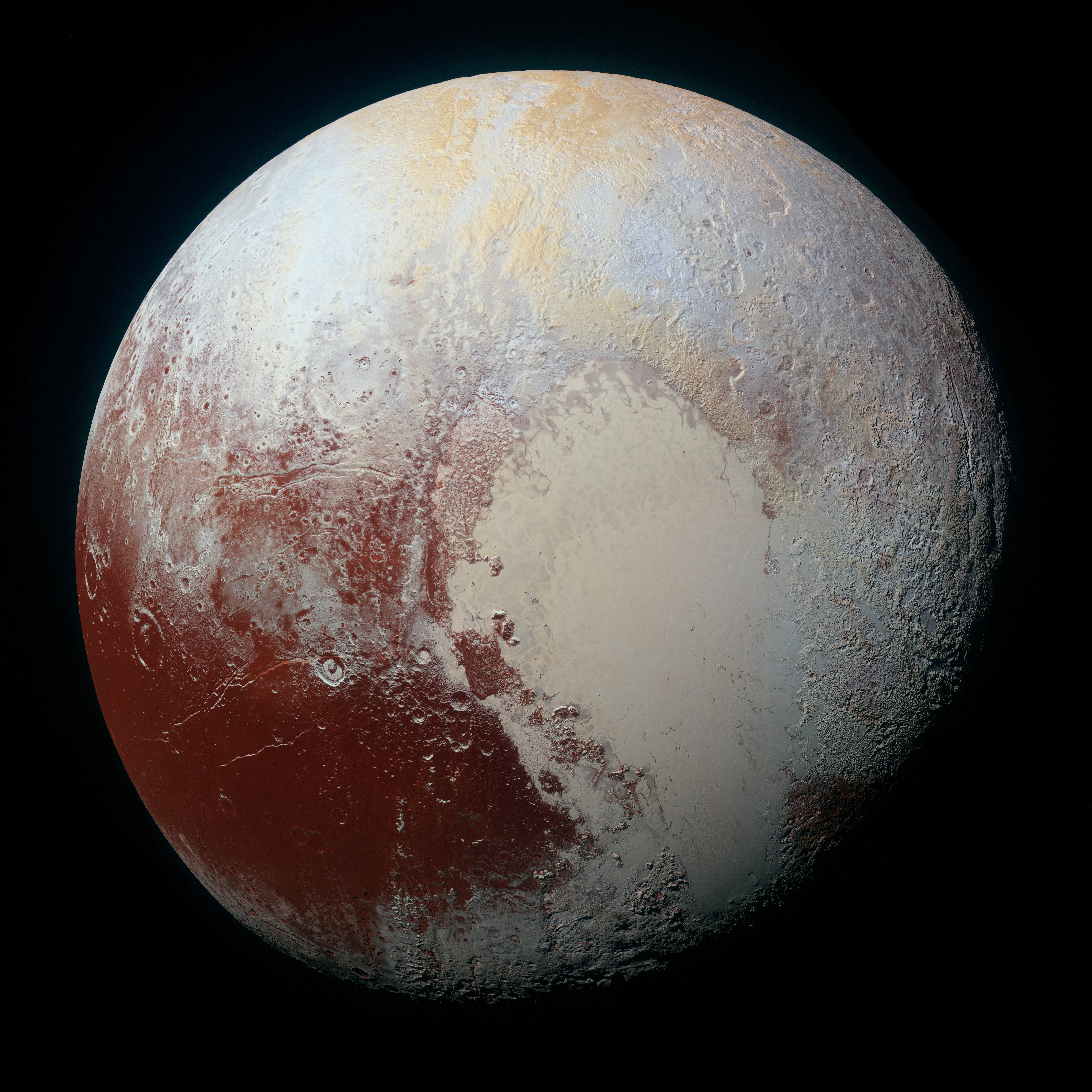
Vista MVIC en alta resolució i color realçat de Plutó, que il·lustra les variacions en la composició de la superfície

La geologia de Plutó consisteix en les característiques de la superfície, escorça, i interior de Plutó. A causa de la distància de Plutó amb la Terra el seu estudi en profunditat és difícil i per això molts detalls sobre Plutó seguien sense conèixer-se, fins que el 14 juliol de 2015 la sonda New Horizons va volar a través del sistema de Plutó. Quan ho va fer, es va trobar que Plutó tenia una gran quantitat de diversitat geològica. Jeff Moore, membre de l'equip de New Horizons va dir que "és tan complexa com la de Mart".

## Superfície

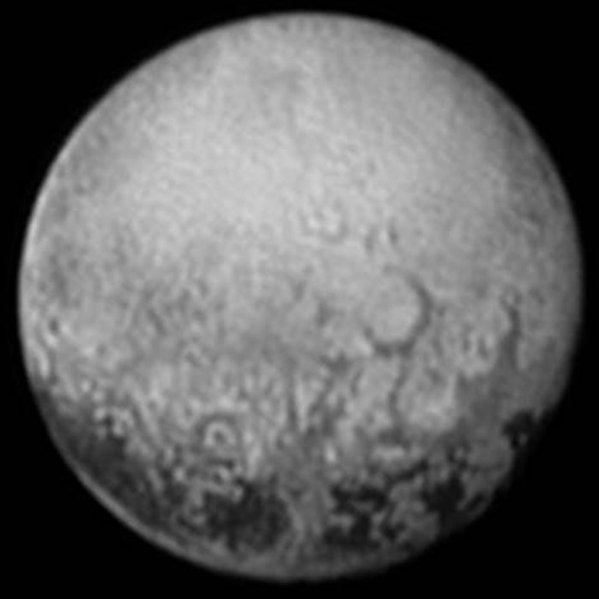
Característica nord poligonal de les regions equatorials fosques a Plutó
(11 de juliol de 2015

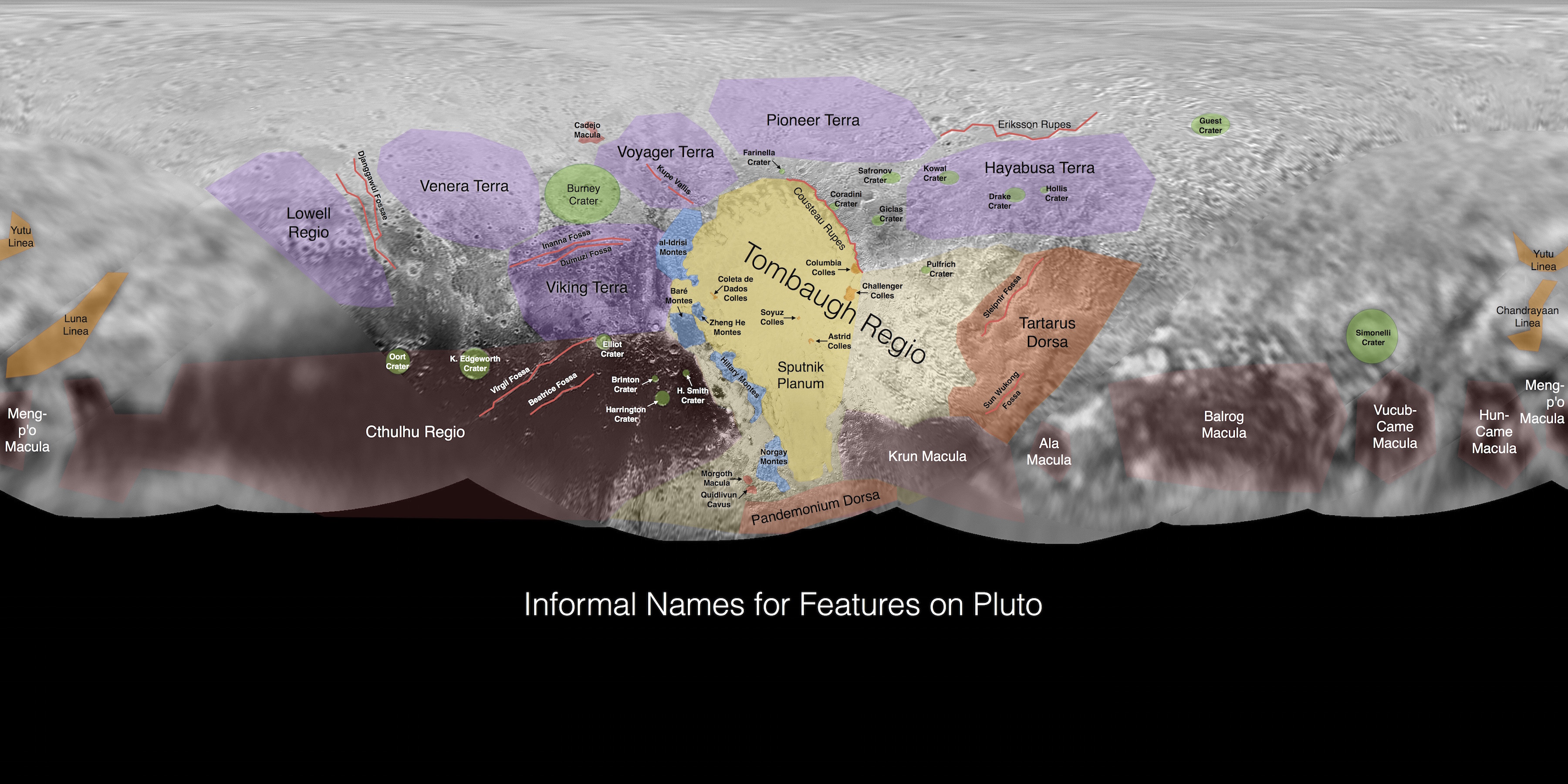
Les porcions de la superfície de Plutó mapejats per New Horizons. Centre és de 180 graus de longitud (diametralment oposada a la lluna Caront).

La superfície de Plutó es compon per més d'un 98 per cent de gel de nitrogen, amb traces de metà i monòxid de carboni. La cara de Plutó orientada cap a Caront conté més gel de metà, mentre que la cara oposada posseeix una major abundància gels de nitrogen i monòxid de carboni.
Els mapes produïts a partir d'imatges preses pel telescopi espacial Hubble (HST), juntament amb la corba de llum de Plutó i les variacions periòdiques en el seu espectre infraroig, indiquen que la superfície de Plutó és molt variada, amb grans diferències tant en brillantor i color, amb albedos entre 0,49 i 0,66. Plutó és un dels cossos més contrastants en el sistema solar, amb tant contrast com la lluna Jàpet de Saturn. El color varia entre el negre carbó, taronja fosc i blanc. El color de Plutó és més similar al d'Io, però amb una mica més de color taronja i significativament menys vermell que Mart. New Horizons va trobar que l'edat de la superfície de Plutó és igualment variable, on trobem terreny muntanyós antic i fosc (com Cthulhu Regio) al costat de la brillant, plana i sense craters Sputnik Planum a més de diverses zones de color i edat intermèdia.
El color de la superfície de Plutó ha canviat entre 1994 i 2003: La regió polar nord s'ha aclarit i l'hemisferi sud s'ha enfosquit. També cal destacar que entre el 2000 i 2002 l'enrogiment general de Plutó també ha augmentat substancialment. Aquests canvis ràpids estan probablement relacionats amb la condensació i la sublimació estacional de parts de l'atmosfera de Plutó, amplificats per l'extrema inclinació axial i l'alta excentricitat orbital de Plutó.

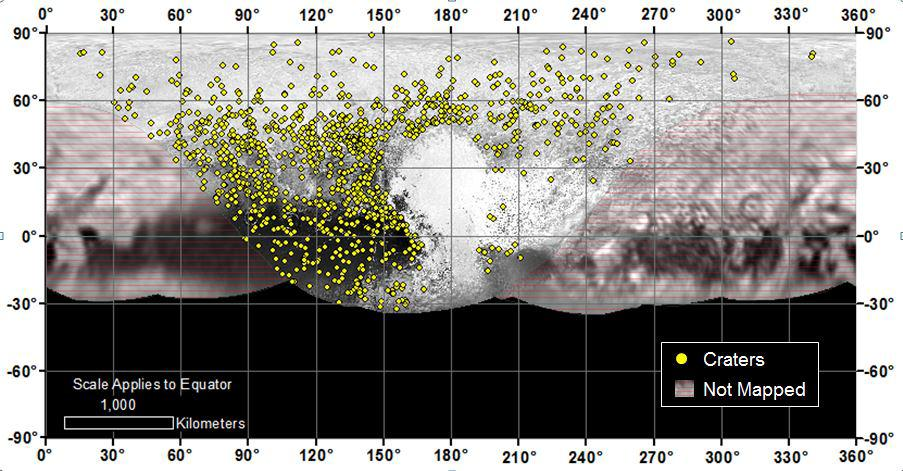
Plutó - mapa de més de 1.000 cràters de totes les edats - el que suggereix una història completa de l'activitat geològica..

### Planes suau de gel i glaceres
Sputnik Planum sembla estar composta de gels més volàtils que la base de gel d'aigua de Plutó, incloent gel de monòxid de carboni. És visible Una estructura poligonal, encara que enfosquida pe que pot ser neu en algunes regions. No s'han trobat cràters. Glaceres del que és, probablement, gel de nitrogen es poden veure que flueixen des de la plana fins a les valls i cràters adjacents; les valls semblen haver-se format a través de l'erosió. Les glaceres també semblen estar desembocant a la plana des de les terres altes properes. La Neu o el gel de la plana sembla haver estat transportada pel vent o redipositada en una capa fina, a l'est i al sud de la planura, formant la gran regió brillant de Tombaugh.

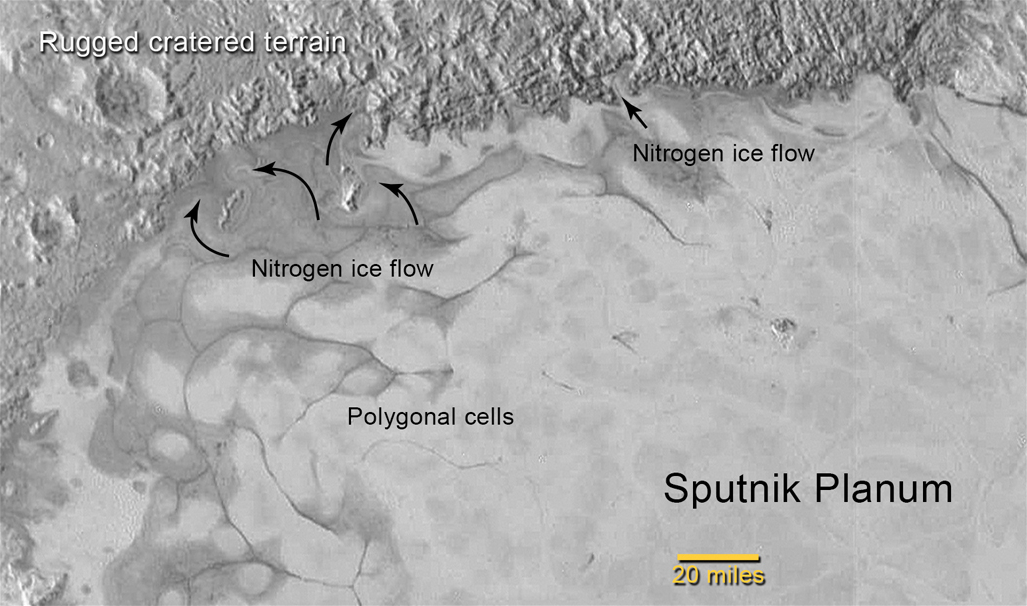
L'extrem nord de l'Sputnik Planum, amb indicacions de gel de nitrogen que flueix en i omplir depressions adjacents.
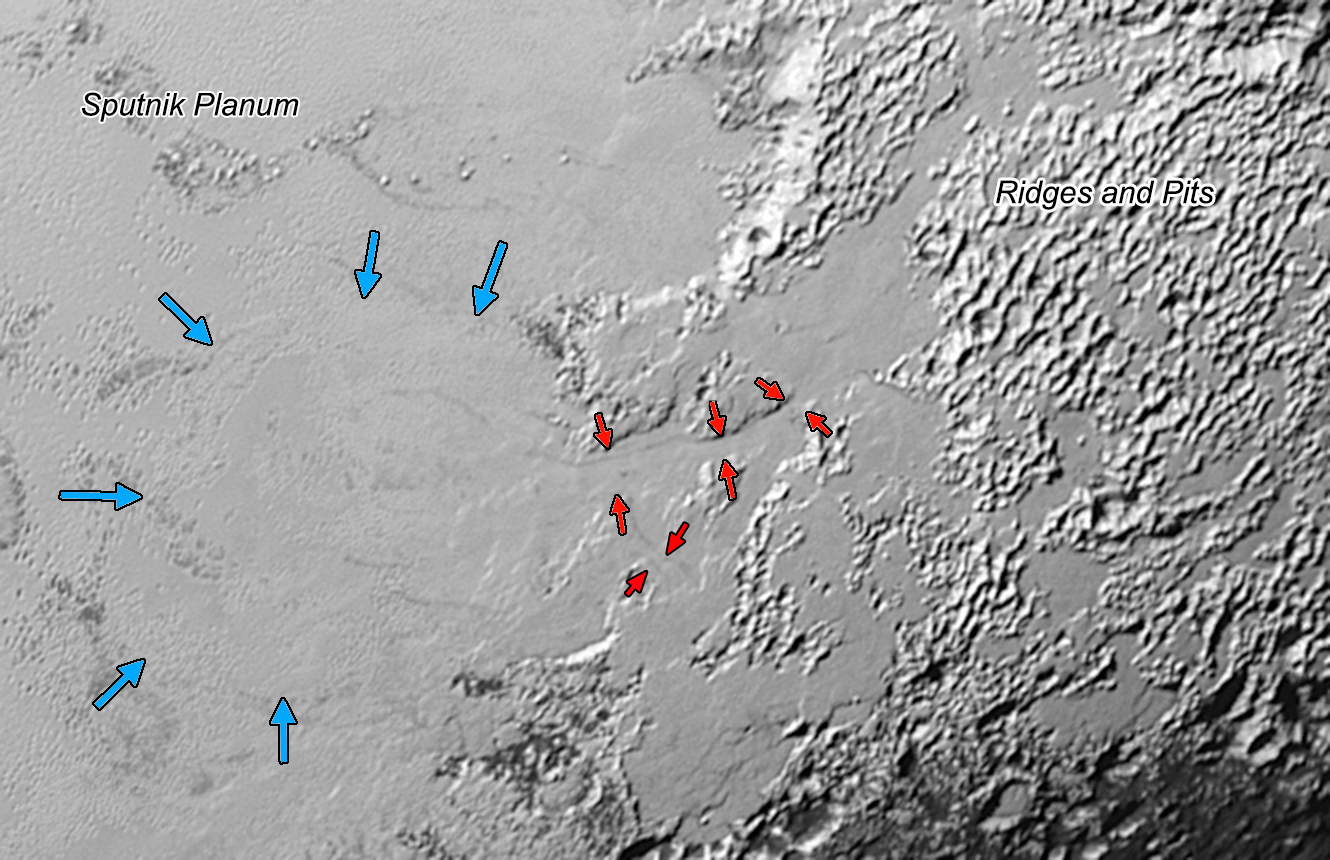
Les glaceres de gel de nitrogen flueixen de terres altes adjacents a través de valls a l'est Sputnik Planum. Les fletxes indiquen banda de la vall (que són de 3 a 8 quilòmetres de distància) i el front de flux de manifest en el Planum.
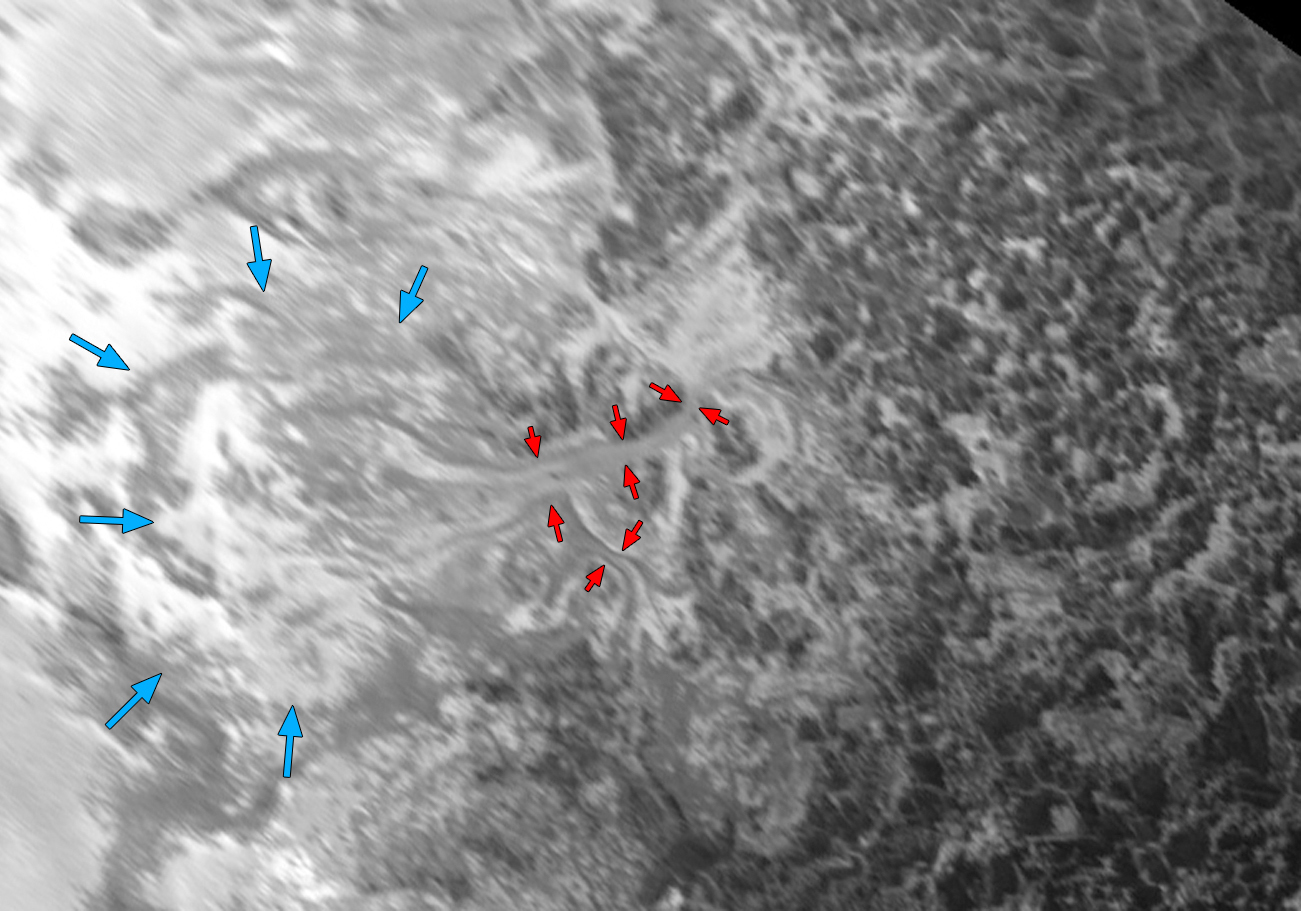
Les glaceres de gel de nitrogen que desemboquen al marge oriental del Planum (veure retroil·luminada línies de flux ressaltat reproyectados similars).

### Muntanyes de gel d'aigua
Muntanyes de diversos quilòmetres d'altura s'han trobat al llarg dels marges sud i sud-oest de la Sputnik Planum. El gel d'aigua és l'únic gel detectat a Plutó que és prou fort a temperatures plutonianes per donar suport a tals altures.

### Terrenys crateritzats antics
La Cthulhu Regio i altres àrees fosques tenen molts cràters i mostren signatures espectrals de gel de metà. El color vermell fosc es creu que és a causa dels tolins que cauen de l'atmosfera de Plutó.

### Latituds septentrionals
Les latituds septentrionals mitjanes nord mostren una varietat de terreny que recorda a la superfície de Tritó. El casquet polar que consisteix en gel de metà "diluït en una gruixuda, transparent llosa de gel de nitrogen" és una mica més fosc i més vermell.
- Distribució del gel de metà a Plutó. El casquet polar és verd brillant; Balrog Regio és vermell brillant.
- Mapa de l'abundància gel de metà, que mostra les notables diferències regionals. Les més forta absorció de metà indicat pels de color porpra brillant aquí, i abundàncies menors es mostra en negre
- Indicacions de característiques geològiques complexes al nord de les regions equatorials fosques.

### Possible criovolcanisme
Quan New Horizons va retornar les primeres dades de Plutó, es va pensar que el planeta nan estava perdent centenars de tones de l'atmosfera d'una hora a la llum ultraviolada del sol; una freqüència d'escapament seria massa gran per ser proveït per impactes de cometes. En el seu lloc, es pensava que el nitrogen per ser reabastecido per qualsevol de criovolcanisme o guèisers portar-lo a la superfície. Imatges de les estructures que impliquen que brolla de material des de l'interior de Plutó, i ratlles possiblement deixats pels guèisers, donen suport a aquest punt de vista. Els descobriments posteriors suggereixen que la fuita atmosfèrica de Plutó va ser sobreestimat per diversos milers de vegades i, per tant, Plutó podria teòricament mantenir la seva atmosfera sense assistència geològica, encara que l'evidència de la geologia en curs segueix sent forta.

Dos criovolcans possibles, nomenats provisionalment Wright Mons i Piccard Mons, s'han identificat en els mapes topogràfics de la regió sud de la Sputnik Planum, a prop del pol Sud. Tots dos són més de 150 km de diàmetre i almenys 4 km d'altura, els pics més alts coneguts a Plutó en l'actualitat. Ells són lleugerament cràters i, per tant, geològicament jove, encara que no és tan jove com Sputnik Planum. Es caracteritzen per una gran depressió cimera i flancs ondulats. Això representa la primera vegada que les grans construccions potencialment criovolcàniques han estat clarament reflectit en tot el sistema solar.

## Estructura interna
- 1.Nitrogen congelat[3]
- 2.Gel d'aigua
- 3.Roca

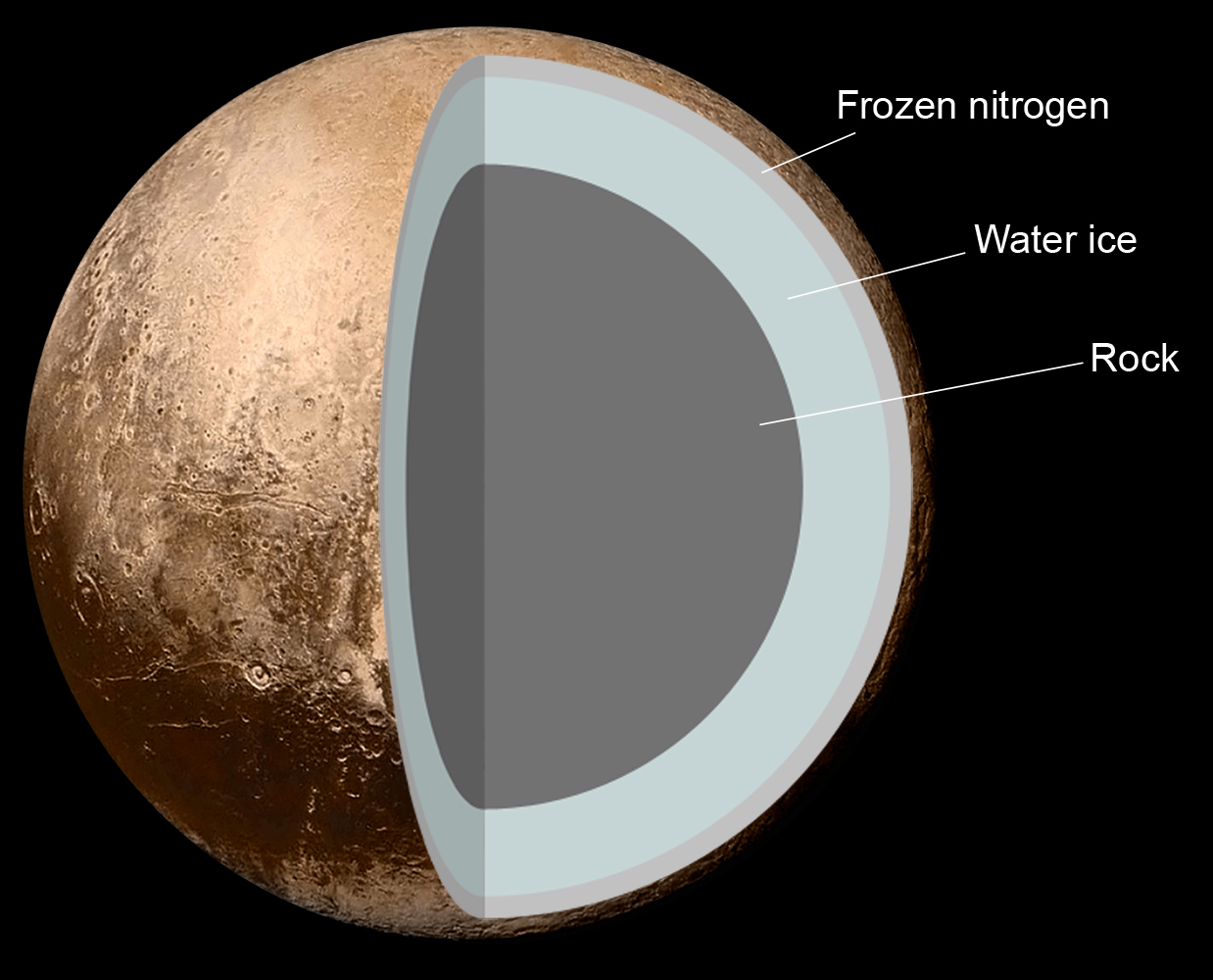
Estructura teòrica de Plutó

La densitat de Plutó és 1,87 g/cm3. A causa de la desintegració d'elements radioactius que eventualment escalfar els gels suficients per la roca se separi d'ells, els científics pensen que l'estructura interna de Plutó és diferenciada, amb el material rocós haver acomodar en un dens nucli envoltat per un mantell de gel d'aigua.

El diàmetre del nucli és la hipòtesi de ser aproximadament 1 700 km, 70% del diàmetre de Plutó. És possible que tal escalfament continua en l'actualitat, creant un subsòl capa d'oceà d'aigua líquida a uns 100 a 180 km de gruix en el límit mucli-mantell. El Agència espacial alemanya DLR Institut d'Investigacions Planetàries calcula que la relació densitat-al radi de Plutó es troba en una zona de transició, juntament amb Neptú lluna Tritó, entre satèl·lits gelats com les mitjanes llunes de Urà i Saturn, i els satèl·lits rocosos com la de Júpiter Io.